# Wjatka (Fluss)
Die Wjatka (russisch Вятка, tatarisch Нократ/Noqrat, udmurtisch Ватка, mari Виче) ist ein 1314 km langer rechter Nebenfluss der Kama im Osten des europäischen Teils von Russland.

## Beschreibung
Der Fluss entspringt bei etwa 58,20° Nord, 52,20° Ost in den Kamahöhen in der russischen Republik Udmurtien, fließt nordwärts, macht einen Bogen nach Westen und fließt dann in Richtung Südwesten durch Kirow. Danach biegt die Wjatka nach Südosten ab, um rund 35 Kilometer westlich von Nischnekamsk in die Kama zu münden.
Die Wjatka entwässert ein Areal von 129.000 km².
Der mittlere Abfluss liegt bei 890 m³/s.
Die Wjatka ist der wichtigste Fluss des Verwaltungsbezirks Oblast Kirow und ist – wenn sie nicht zugefroren ist – größtenteils schiffbar.
Von 1780 bis 1934 war Wjatka auch Name der Stadt Kirow.